# 洛南高等学校・附属中学校の人物一覧
洛南高等学校・附属中学校の人物一覧（らくなんこうとうがっこう・ふぞくちゅうがっこうのじんぶついちらん）は、洛南高等学校・附属中学校（前身校を含む）に関係する主な人物の一覧記事。

## 著名な出身者

### 政治（立法・行政）
- 伊佐進一 - 元衆議院議員（公明党・大阪6区）
- 尾形賢 - 元京都府議会議員（自由民主党・京田辺市、綴喜郡）
- 平智之 - 元衆議院議員（民主党・京都1区）
- 中島正純 - 元環境大臣政務官、衆議院議員（民主党・大阪3区）
- 二之湯武史 - 元参議院議員（自由民主党・滋賀県選挙区）
- 浜田聡 - 参議院議員（NHKから国民を守る党）
- 山井和則 - 元厚生労働大臣政務官、衆議院議員（立憲民主党・京都6区）
- 山本智 - 長岡京市議会議員（公明党）
- 義本博司 - 第13代文部科学事務次官、第3代文部科学省総合教育政策局長、元大学入試センター理事、元文部科学省高等教育局長、元文部科学省大臣官房総括審議官
- 神田昌幸 - 元国土交通省国土交通大学校副校長、元富山市副市長

### 宗教
- 藤井龍心 - 総本山智積院第65世能化、種智院大学名誉教授
- 筑波常遍 - 大本山勧修寺門跡
- 菱木政晴 - 同朋大学特任教授
- 大谷光輪 - 本願寺門主
- 井上嘉浩 - 元オウム真理教幹部

### 学術
- 伊藤賀一 - スタディサプリ日本史講師
- 竹岡広信 - 駿台予備学校講師・洛南高校非常勤講師（ドラゴン桜の英語講師のモデル）
- 佐々木卓也 - 徳島大学大学院医歯薬学研究部生化学分野教授
- 太田聰一 - 慶應義塾大学経済学部教授
- 近藤玄 - 京都大学医生物学研究所教授、関西実験動物研究会会長
- 原田勉 - 神戸大学大学院経営学研究科教授
- 森宜人 - 一橋大学大学院経済学研究科教授
- 川村康文 - 東京理科大学理学部物理学科教授
- 岸見一郎 - 哲学者
- 小川仁志 - 哲学者
- 木川剛志 - 和歌山大学観光学部観光学科教授
- 畑友洋 - 建築家（第34回日本建築家協会JIA新人賞）

### マスメディア
- 訓覇圭 - NHKディレクター
- 難波紀伝 - 宮古テレビ（沖縄県、CATV）アナウンサー、元山梨放送アナウンサー
- 庄野数馬 - （元山口放送、テレビ大阪）フリーアナウンサー
- 田中宏明 - 元TBSアナウンサー、日経CNBCキャスター
- 佐々木匡哉 - 朝日放送テレビ (ABC) ディレクター
- 澤田有也佳 - 朝日放送テレビ (ABC) アナウンサー

### 伝統芸術
- 大西清右衛門 - 千家十職釜師第十六代

### 文芸
- 鏑木蓮 - 作家（第52回江戸川乱歩賞、第一回立教・池袋ふくろう文芸賞受賞）
- 小林泰三 - 作家
- 作道雄 - 脚本家、演出家、プロデューサー

### 音楽
- 長瀬弘樹 - 作詞/作曲家、編曲家
- 田中弘 - Osaka Shion Wind Orchestraトランペット奏者
- 臼井孝（つのはず誠）- 音楽マーケッター、T2U音楽研究所代表
- 菊本和昭 - トランペット奏者、NHK交響楽団首席奏者、日本音楽コンクール第1位

### スポーツ

#### バスケットボール
- 福島雅人 - 京都産業大学-プロバスケットボール指導者
- 岡村憲司 - プロバスケットボール指導者
- 色摩拓也 - バスケットボール指導者／尽誠学園高等学校バスケットボール部監督
- 佐藤賢次 - 川崎ブレイブサンダースヘッドコーチ
- 辻内伸也 - 豊通ファイティングイーグルス名古屋所属：2000年卒業
- 井上裕介 - 信州ブレイブウォリアーズ所属：2001年卒業
- 小川伸也 - 元滋賀レイクスターズ所属：2002年卒業
- 竹内公輔 - 宇都宮ブレックス所属：2003年卒業
- 竹内譲次 - 大阪エヴェッサ所属：2003年卒業
- 横尾達泰 - 元島根スサノオマジック所属：2003年卒業
- 西垣仁貴 - 元富山グラウジーズ所属：2004年卒業
- 村上直 - 元京都ハンナリーズ所属：2005年卒業
- 小林高晃 - 東京エクセレンス所属：2006年卒業
- 湊谷安玲久司朱 - 元横浜ビー・コルセアーズ所属：2007年卒業
- 辻直人 - 広島ドラゴンフライズ所属：2008年卒業
- 比江島慎 - 宇都宮ブレックス所属：2009年卒業
- 谷口大智 - 茨城ロボッツ所属：2009年卒業
- 小林遥太 - 名古屋ダイヤモンドドルフィンズ所属：2010年卒業
- 伊藤良太 - しながわシティ所属：2011年卒業
- 笹山貴哉 - 豊通ファイティングイーグルス名古屋所属：2011年卒業
- 谷口光貴 - 香川ファイブアローズ所属：2011年卒業
- 伊藤達哉 - 名古屋ダイヤモンドドルフィンズ所属：2013年卒業
- 森井健太 - 横浜ビー・コルセアーズ所属：2014年卒業
- 大庭岳輝 - 横浜ビー・コルセアーズ所属：2016年卒業
- 小西聖也 - 京都ハンナリーズ所属：2018年卒業
- 荒川颯 - 横浜エクセレンス所属：2016年卒業
- 寺嶋良 - 広島ドラゴンフライズ所属：2016年卒業
- 津屋一球 - 三遠ネオフェニックス所属：2017年卒業
- 小川敦也 - 筑波大学：2021年卒業

#### 体操
- 冨田洋之 - 順天堂大学、順天堂大学教員（2004年アテネオリンピック男子団体体操金メダリスト、2006年世界体操競技選手権銀メダリスト、北京オリンピック男子団体体操銀メダリスト）
- 中野大輔 - 九州共立大学、福岡教育大学大学院（2004年アテネオリンピック男子団体体操金メダリスト）

#### 陸上
- 柴田博之 - 天理大学卒、現同校陸上競技部監督、ソウルオリンピック代表（走幅跳）
- 高岡寿成 - 龍谷大学卒、カネボウ所属、元長距離走・マラソン選手、現指導者 2004年度東京国際マラソン第一位、元マラソン日本記録保持者
- 近藤重勝 - 神奈川大学卒、元エスビー食品所属、現上武大学駅伝部監督
- 山口有希 - 東海大学卒、元大阪ガス所属、陸上競技（400メートル日本ジュニア記録保持者・アテネオリンピック代表）
- 難波祐樹 - 順天堂大学卒、元JALグランドサービス所属、現京都府立洛北高校陸上部監督
- 松岡佑起 - 順天堂大学卒、大塚製薬所属
- 桐生祥秀 - 東洋大学卒、日本生命所属、100m日本歴代2位9秒98
- 三浦龍司 - 順天堂大学卒、SUBARU所属、3000mSC日本記録保持者、2020年東京オリンピック7位入賞
- 宮本大輔 - 東洋大学卒、山口フィナンシャルグループ所属、ナポリユニバシアード7位入賞（100m）

#### サッカー
- 草木克洋 - 元Jリーグ京都パープルサンガ、成美大学監督
- 久保田陽 - 元Jリーグ京都パープルサンガ、ノートルダムVIRTUS代表
- 東口順昭 - Jリーグガンバ大阪、日本代表
- 上松瑛 - Jリーグガイナーレ鳥取

#### バレーボール
- 今井啓介 - 中央大学卒、パナソニックパンサーズ
- 福澤達哉 - 中央大学法学部卒、パナソニックパンサーズ、北京オリンピック日本代表
- 塩田達也 - 東海大学卒、サントリーサンバーズ
- 山本龍 - 東海大学卒、日本代表
- 大塚達宣 - 早稲田大学スポーツ科学部卒、パワーバレー・ミラノ、日本代表
- 垂水優芽 - 筑波大学卒、大阪ブルテオン

#### 柔道
- 村上清 - 全日本柔道連盟事務局長、フランス女子ナショナルチーム監督などを歴任

#### プロレス
- 長谷川一孝 -「アパッチプロレス軍」ゼネラルマネージャー

### タレント
- 森脇健児 - タレント
- 佐々木蔵之介 - 俳優
- 丹佳夫 - お笑いタレント
- ハナフダ - お笑いコンビ

### その他
- 山添百合 - 競技かるた選手（第65・66・67期クイーン位）、現洛南高等学校・附属中学校国語科教諭
- 山崎哲秀 - 極地探検家

## 歴代学校長[注釈 1]
真言宗連合京都大学竝中学校
1. 土宜法龍
2. 泉智等
3. 松永昇道

東寺中学校（旧制）
1. 松永昇道
2. 岡本慈航（真言宗御室派総本山仁和寺門跡）
3. 藤田智空（真言宗東寺派宗務総長）
4. 松永昇道（教王護国寺長者）
5. 佐伯恵眼（醍醐寺座主、両学学長）
6. 亀谷宥英（善通寺法主、京都専門学校校長）

東寺高等学校
1. 亀谷宥英（善通寺法主、種智院大学学長）
2. 山本忍梁（教王護国寺長者、種智院大学学長）
3. 木村澄覚（教王護国寺長者、種智院大学学長）

洛南高等学校
1. 木村澄覚（教王護国寺長者、種智院大学学長）
2. 森諦圓（仁和寺門跡、種智院大学学長、三豊市覚城院住職）
3. 三浦俊良（東寺真言宗別格本山宝菩提院住職）
4. 生姜塚慶悟（教王護国寺塔頭弥勒院住職）
5. 田中純應（真言宗御室派宗務総長（仁和寺執行長）、京北町教育長、小学校長を歴任、京北町大聖院住職）
6. 後藤善猛（真言宗大覚寺派大本山大覚寺教学研究室審議委員、徳島県立城南高校元校長、阿南市梅谷寺住職）
7. 柴垣弘巌（高野山真言宗延福寺住職）
8. 川田信一
9. 北川辰雄
10. 亀村俊実